# Галбени (Вранча)
Галбени (рум. Galbeni) насеље је у Румунији у округу Вранча у општини Танасоаја. Oпштина се налази на надморској висини од 125 m.

## Становништво
Према подацима из 2002. године у насељу је живело 241 становника, од којих су сви румунске националности.